# YG Entertainment
YG Entertainment (Koreaans: YG 엔터테인먼트) is een Zuid-Koreaans entertainmentbedrijf en platenlabel opgericht in 1996 door de broers Hyun-suk en Min-suk Yang.

## Beschrijving
Het bedrijf startte op 24 februari 1996 en is actief in de muziekindustrie. Naast de hoofdactiviteiten als platenlabel is het ook een talentenbureau, organisator van evenementen en het produceert muziek.
Sinds juli 2011 werkt het platenlabel samen met Avex, een groot Japans uitgever van muziek. Het bedrijf richtte het Avex-sublabel YGEX op, om zo artiesten van YG Entertainment naar de Japanse markt te krijgen.
Enkele zeer succesvolle artiesten op het label zijn onder meer Big Bang, Blackpink en PSY (2010-2018).
Op 14 juni 2019, na diverse schandalen rond artiesten van het bedrijf, kondigde zowel Hyun-suk als Min-suk Yang aan te vertrekken bij het bedrijf. Bo-kyung Hwang werd kort daarna aangesteld als nieuwe directeur.

## Artiesten
Een selectie van artiesten op het label van YG Entertainment zijn:
- Big Bang
- Akdong Musician
- iKON
- Winner
- Jinusean
- Blackpink
- Sechskies
- Taeyang
- G-Dragon
- T.O.P
- Daesung
- BabyMonster